# Dindica virescens
Dindica virescens är en fjärilsart som beskrevs av Butler 1878. Dindica virescens ingår i släktet Dindica och familjen mätare. Inga underarter finns listade i Catalogue of Life.